# エッジ・オブ・バイオレンス
『エッジ・オブ・バイオレンス』（The Hollow Point）は、2016年のアメリカ合衆国の西部劇映画。
監督はゴンサーロ・ロペス＝ガイェゴ、出演はパトリック・ウィルソンとリン・コリンズなど。
米国とメキシコの国境地帯に新任保安官として戻ってきた男が、メキシコの麻薬カルテルによる弾薬密輸で大金を持ち逃げした裏切り者とその関係者を処刑している凄腕の殺し屋に挑む姿を描いた犯罪バイオレンス映画。
日本では劇場公開されず、WOWOWで2018年10月25日に放送された。

## キャスト
- ウォレス保安官: パトリック・ウィルソン - 新任保安官。
- マーラ: リン・コリンズ - ウォレスと過去に因縁のある女性。
- リーランド・キルボート保安官: イアン・マクシェーン - ウォレスの前任のベテラン保安官。
- 殺し屋: ジョン・レグイザモ - メキシコの麻薬カルテルに雇われた男。
- シェパード・ディアス: ジェームズ・ベルーシ - 中古車販売業を営む男。
- ケン・マーシー: デヴィッド・H・スティーヴンス - 自動車整備工場を営む男。

## 作品の評価
Rotten Tomatoesによれば、15件の評論のうち高評価は40%にあたる6件で、平均点は10点満点中4.3点となっている。
Metacriticによれば、10件の評論のうち、高評価は2件、賛否混在は5件、低評価は3件で、平均点は100点満点中41点となっている。